# Аксиома
Дефиниција аксиоме, аксиома или постулата потиче из традиционалне логике и дефинише се као пропозиција која није доказана. Аксиом је логички израз за који се сматра да је тачан. Његова истинитост се подразумева и он служи као почетна тачка за даљу дедукцију и инференцију. Свака развијена теорија мора бити аксиоматски систематизована.
Термин има суптилне разлике у дефиницији када се користи у контексту различитих области студија. Као што је дефинисано у класичној филозофији, аксиом је изјава која је толико очигледна или добро утврђена, да је прихваћена без контроверзи или питања. Како се користи у модерној логици, аксиом је премиса или полазна тачка за расуђивање.
Како се користи у математици, термин аксиом се користи у два сродна, али различита значења: „логички аксиоми” и „нелогички аксиоми”. Логички аксиоми су обично искази који се сматрају тачним у оквиру логичког система који они дефинишу и често се приказују у симболичком облику (нпр. (A и B) имплицирају A), док нелогички аксиоми (нпр.) заправо су суштинске тврдње о елементима домена одређене математичке теорије (као што је аритметика).
Када се користи у другом смислу, „аксиом”, „постулат” и „претпоставка” могу се користити наизменично. У већини случајева, нелогички аксиом је једноставно формални логички израз који се користи у дедукцији за изградњу математичке теорије и може, али и не мора бити очигледан по природи (нпр. паралелни постулат у Еуклидској геометрији). Аксиоматизовати систем знања значи показати да се његове тврдње могу извести из малог, добро схваћеног скупа реченица (аксиома), и може постојати више начина да се аксиоматизује дати математички домен.
Сваки аксиом је изјава која служи као полазна тачка из које се логички изводе други искази. Да ли је то смислено (и, ако јесте, шта то значи) да је аксиом „истинит”, предмет је дебате у филозофији математике.

## Етимологија
Реч аксиом потиче од грчке речи ἀξίωμα (axíōma), глаголске именице од глагола ἀξιόειν, што значи „сматрати достојним“, али и „захтевати“, што заузврат потиче од ἄξιος, што значи „бити у равнотежи“, па отуда „имати (исту) вредност (као)“, „достојан“, „исправан“. Међу древним грчким филозофима аксиом је био тврдња за коју се могло видети да је очигледно истинита без потребе за доказом.
Коренско значење речи постулат је „захтевати“; на пример, Еуклид захтева да се читалац сложи да се неке ствари могу урадити (нпр. било које две тачке могу бити спојене правом линијом).
Древни геометри су одржавали одређену разлику између аксиома и постулата. Коментаришући Еуклидове књиге, Прокло напомиње да је „Гемин сматрао да овај [4.] постулат не треба класификовати као постулат већ као аксиом, пошто он, за разлику од прва три постулата, не потврђује могућност неке конструкције, већ изражава суштинско својство.“ Боетије је превео „постулат“ као petitio и назвао аксиоме notiones communes, али у каснијим рукописима ова употреба није увек била стриктно подржана.

### Грчко порекло
Аксиома (Axiom): 
- од грч. αξίω¬μα, „потраживање“;[7]
- одн. грч. άξιόειν, „држати за вредно“ или „држати за истинито“, односно, „оно што се држи за истинито“;[7]
- или грч. αξιωμα - исказ који вреди да се усвоји, неоспоран.[7]

## Историјски развој

### Рани Грци
Логичко-дедуктивни метод у коме закључци (ново знање) следе из премиса (старог знања) кроз примену чврстих аргумената (силогизама, правила закључивања) развили су стари Грци и постао је основни принцип модерне математике. Изузев таутологија, ништа се не може закључити ако се ништа не претпоставља. Аксиоми и постулати су стога основне претпоставке на којима се заснива дато тело дедуктивног знања. Они се прихватају без демонстрације. Све остале тврдње (теореме, у случају математике) морају се доказати уз помоћ ових основних претпоставки. Међутим, тумачење математичког знања се променило од древних времена до модерног, и стога термини аксиом и постулат имају нешто другачије значење за данашњег математичара него што су имали за Аристотела и Еуклида.
Стари Грци су геометрију сматрали само једном од неколико наука и држали су теореме геометрије у рангу са научним чињеницама. Стога су они развили и користили логичко-дедуктивну методу као средство за избегавање грешака, као и за структурирање и преношење знања. Аристотелова постериорна аналитика је дефинитивно излагање класичног погледа.

„Аксиом”, у класичној терминологији, односио се на очигледну претпоставку заједничку за многе гране науке. Добар пример би била тврдња да 
Када се од једнаких узме једнак износ, добија се једнак износ.
У темељу различитих наука лежале су одређене додатне хипотезе које су прихватане без доказа. Таква хипотеза је названа постулат. Док су аксиоми били заједнички за многе науке, постулати сваке поједине науке су били различити. Њихова валидност је морала бити утврђена путем искуства из стварног света. Аристотел упозорава да се садржај науке не може успешно пренети ако је ученик у недоумици у погледу истинитости постулата.

## Значење аксиома у наукама

#### У математици
Аксиома је у математици исказ који се усваја без доказа.
Систем аксиома је скуп аксиома на коме се гради математичка теорија.
Систем аксиома мора да задовољава услове:
1. непротивречности
2. независности
3. потпуности

До данас су аксиоматски дефинисане многе математичке теорије као што су геометрија, аритметика, теорија вероватноће и друге.

##### У геометрији
Први зачеци аксиоматизовања геометрије налазе се већ код Еуклида око 300. године п. н. е., да би је Хилберт крајем 19. века потпуно аксиоматизовао. У расправи ο аксиоматском уобличавању геометрије, спорна је била аксиома паралелности, која гласи: „Ако је а права, а Ρ тачка која не лежи на а, тада у равни у којој леже а и Ρ постоји тачно једна права кроз Ρ паралелна са правом а .“
Иако ју је Еуклид формулисао као пету и последњу аксиому, с обзиром на изразиту разлику у односу на претходне четири, годинама је покушавано доказивање њеног тврђења из претходне четири аксиоме које данас спадају у Апсолутну геометрију. Придруживањем пете аксиоме Апсолутној геометрији, добија се Еуклидска геометрија, а придруживањем њене негације, добијају се нееуклидске геометрије.

#### У логици
Први покушаји да се логика формулише као аксиоматски систем потичу од Лајбница. Суштински помаци су и овде, као и у области математике, били учињени од друге половине 19. века, уз значајне доприносе Фрегеа и Хилберта.
У току модерног развоја постепено је почео да се мења смисао „аксиоме“. За избор одређених ставова као аксиома неке теорије, не узима се само степен њихове очигледности, већ се за аксиоме узимају ставови од којих је могуће што једноставније извести истините исказе теорије.
Истовремено са добијањем новог значења аксиоме, започело се на формулацији аксиоматских система у коме се ставови аксиома тумаче искључиво на основу формално одређених рачуна.

#### У филозофији
По узору на геометрију, предузети су покушаји да се и филозофске теорије дефинишу као аксиоматски системи, попут математичких теорија. Познато је да је Спиноза на овај начин (more geometrico) покушао да представи етику.

#### У емпиријским наукама
У емпиријским наукама, посебно у физици, под аксиомама се обично означавају веома уопштени ставови који су потврђени искуством са јако великом вероватноћом. Неке од најпознатијих тако дефинисаних аксиома су њутнове аксиоме механике.